# 赤城源三郎
赤城 源三郎（あかぎ　げんざぶろう　1904年 ‐ 1999年9月17日）は、日本の郷土史家。

## 経歴
新潟県東蒲原郡津川町生まれ。1929年、早稲田大学商学部を卒業。
新潟県立津川高等学校等で教員を務める傍ら、東蒲原郡を対象とした地域史研究、民俗学研究を行う。東蒲原郡は越後国でありながら、会津藩領でもあったことから、自らの研究手法を「両属論」と名付けた。新潟県史編さん参与も務めた。

## 著作
- 赤城源三郎『阿賀の路』歴史春秋出版、1993年。全国書誌番号:98056017。